# Валеріїт
Валеріїт — незвичайний сульфідний мінерал (гідроксисульфід) заліза та міді з формулою 4(Fe,Cu)S·3(Mg,Al)(OH)2 або (Fe2+,Cu)4(Mg,Al)3S4(OH,O)6. Це непрозорий, м'який мінерал від бронзово-жовтого до коричневого, який зустрічається у вигляді вузликів або інкрустацій.

## Відкриття і прояви
Валеріїт вперше був описаний у 1870 році у Вестманланді, Швеція. Його назвали на честь шведського хіміка Йохана Готшалка Валлеріуса (1709—1785).
Валеріїт зустрічається в дунітах і хромітах, які заміщують халькопірит на Кіпрі. У Пхалаборві, Південна Африка, він проявюється як заміна магнетиту на карбонатит. Також проявлюється як заміна мідної та нікелевої фаз у серпентинітах та інших змінених ультраосновних породах.